# Schlotheimia striata
Schlotheimia striata är en bladmossart som beskrevs av Theodor Carl Karl Julius Herzog 1952. Schlotheimia striata ingår i släktet Schlotheimia och familjen Orthotrichaceae. Inga underarter finns listade i Catalogue of Life.